# Jarmila Urbanová
Jarmila Urbanová, rozená Honková (* 19. dubna 1950 Bruntál, Československo) je bývalá česká atletka, běžkyně, která se specializovala především na dlouhé tratě.

## Sportovní kariéra
V dětství se nejprve věnovala lyžování, tenisu a volejbalu. S atletikou začínala v roce 1973 ve Slavoji Bruntál.
Dne 10. května 1983 uběhla jako první česká žena maraton pod hranici 2.40:00. V polském Debnu vytvořila časem 2.38:51 nový československý rekord. V témže roce reprezentovala na prvním atletickém mistrovství světa v Helsinkách, kde maraton dokončila v čase 2.48:28 na 33. místě.

### Běchovice-Praha
V roce 1974 se stala první oficiální vítězkou desetikilometrového závodu Běchovice–Praha, když zvítězila časem 41:08,2. Ženy se tohoto závodu poprvé zúčastnily již v roce 1972, avšak šlo o neoficiální závod. O rok později ženy nestartovaly. Vítězkou se stala také v roce 1985, kdy náročnou trať zaběhla jako členka RH Praha v čase 36:19. Celkově v letech 1974–1985 stanula desetkrát na stupních vítězů (2× zlato, 7× stříbro, 1× bronz). V letech 1988–1997 celkem osmkrát zvítězila ve veteránské kategorii. Nejrychleji trať zaběhla v roce 1984, kdy cílem proběhla v čase 35:42.

### Osobní rekordy
- 5 000 m – 16:38,0 – 14. září 1983, Praha
- 10 000 m – 34:37,7 – 7. září 1983, Praha
- půlmaraton – 1.18:00 – 11. září 1994, Deurne
- maraton – 2.38:51 – 10. května 1983, Debno